# Kanotsport vid olympiska sommarspelen 2024
Kanotsport vid olympiska sommarspelen 2024 arrangerades mellan 27 juli och 10 augusti 2024 i Île de loisirs de Vaires-Torcy i Vaires-sur-Marne i Frankrike. Totalt 16 grenar i disciplinerna kanotsprint och kanotslalom fanns på programmet. 

## Medaljörer
| Sprint                           | Guld                                                                | Guld    | Silver                                                                             | Silver  | Brons                                                                    | Brons   |
| Damernas C-1 200 m Detaljer...   | Katie Vincent Kanada                                                | 44,12   | Nevin Harrison USA                                                                 | 44,13   | Yarisleidis Cirilo Kuba                                                  | 44,36   |
| Damernas C-2 500 m Detaljer...   | Kina Xu Shixiao Sun Mengya                                          | 1.52,81 | Ukraina Ljudmyla Luzan Anastasija Rybatjok                                         | 1.54,30 | Kanada Sloan MacKenzie Katie Vincent                                     | 1.54,36 |
| Damernas K-1 500 m Detaljer...   | Lisa Carrington Nya Zeeland                                         | 1.47,36 | Tamara Csipes Ungern                                                               | 1.48,44 | Emma Jørgensen Danmark                                                   | 1.49,76 |
| Damernas K-2 500 m Detaljer...   | Nya Zeeland Lisa Carrington Alicia Hoskin                           | 1.37,28 | Ungern Tamara Csipes Alida Dóra Gazsó                                              | 1.39,39 | Tyskland Paulina Paszek Jule Hake                                        | 1.39,46 |
| Damernas K-2 500 m Detaljer...   | Nya Zeeland Lisa Carrington Alicia Hoskin                           | 1.37,28 | Ungern Tamara Csipes Alida Dóra Gazsó                                              | 1.39,39 | Ungern Noémi Pupp Sára Fojt                                              | 1.39,46 |
| Damernas K-4 500 m Detaljer...   | Nya Zeeland Lisa Carrington Alicia Hoskin Olivia Brett Tara Vaughan | 1.32,20 | Tyskland Paulina Paszek Jule Hake Pauline Jagsch Sarah Brüßler                     | 1.32,62 | Ungern Noémi Pupp Sára Fojt Tamara Csipes Alida Dóra Gazsó               | 1.32,93 |
|                                  |                                                                     |         |                                                                                    |         |                                                                          |         |
| Herrarnas C-1 1000 m Detaljer... | Martin Fuksa Tjeckien                                               | 3.43,16 | Isaquias Queiroz Brasilien                                                         | 3.44,33 | Serghei Tarnovschi Moldavien                                             | 3.44,68 |
| Herrarnas C-2 500 m Detaljer...  | Kina Liu Hao Ji Bowen                                               | 1.39,48 | Italien Gabriele Casadei Carlo Tacchini                                            | 1.41,08 | Spanien Joan Antoni Moreno Diego Domínguez                               | 1.41,18 |
| Herrarnas K-1 1000 m Detaljer... | Josef Dostál Tjeckien                                               | 3.24,07 | Ádám Varga Ungern                                                                  | 3.24,76 | Bálint Kopasz Ungern                                                     | 3.25,68 |
| Herrarnas K-2 500 m Detaljer...  | Tyskland Jacob Schopf Max Lemke                                     | 1.26,87 | Ungern Bence Nádas Sándor Tótka                                                    | 1.27,15 | Australien Jean van der Westhuyzen Thomas Green                          | 1.27,29 |
| Herrarnas K-4 500 m Detaljer...  | Tyskland Max Rendschmidt Max Lemke Jacob Schopf Tom Liebscher       | 1.19,80 | Australien Riley Fitzsimmons Pierre van der Westhuyzen Jackson Collins Noah Havard | 1.19,84 | Spanien Saúl Craviotto Carlos Arévalo Marcus Cooper Walz Rodrigo Germade | 1.20,05 |

| Slalom                           | Guld                        | Silver                      | Brons                          |  |  |  |
| Damernas C-1 Detaljer...         | Jessica Fox Australien      | Elena Lilik Tyskland        | Evy Leibfarth USA              |  |  |  |
| Damernas K-1 Detaljer...         | Jessica Fox Australien      | Klaudia Zwolińska Polen     | Kimberley Woods Storbritannien |  |  |  |
| Damernas kajakcross Detaljer...  | Noemie Fox Australien       | Angèle Hug Frankrike        | Kimberley Woods Storbritannien |  |  |  |
|                                  |                             |                             |                                |  |  |  |
| Herrarnas C-1 Detaljer...        | Nicolas Gestin Frankrike    | Adam Burgess Storbritannien | Matej Beňuš Slovakien          |  |  |  |
| Herrarnas K-1 Detaljer...        | Giovanni De Gennaro Italien | Titouan Castryck Frankrike  | Pau Echaniz Spanien            |  |  |  |
| Herrarnas kajakcross Detaljer... | Finn Butcher Nya Zeeland    | Joe Clarke Storbritannien   | Noah Hegge Tyskland            |  |  |  |

Denna tabell: visa • redigera

## Medaljtabell
*   Värdland ( Frankrike)
| Nr                   | Nation               | Guld | Silver | Brons | Totalt |
| -------------------- | -------------------- | ---- | ------ | ----- | ------ |
| 1                    | Nya Zeeland          | 4    | 0      | 0     | 4      |
| 2                    | Australien           | 3    | 1      | 1     | 5      |
| 3                    | Tyskland             | 2    | 2      | 2     | 6      |
| 4                    | Kina                 | 2    | 0      | 0     | 2      |
| 4                    | Tjeckien             | 2    | 0      | 0     | 2      |
| 6                    | Frankrike*           | 1    | 2      | 0     | 3      |
| 7                    | Italien              | 1    | 1      | 0     | 2      |
| 8                    | Kanada               | 1    | 0      | 1     | 2      |
| 9                    | Ungern               | 0    | 4      | 3     | 7      |
| 10                   | Storbritannien       | 0    | 2      | 2     | 4      |
| 11                   | USA                  | 0    | 1      | 1     | 2      |
| 12                   | Polen                | 0    | 1      | 0     | 1      |
| 12                   | Brasilien            | 0    | 1      | 0     | 1      |
| 12                   | Ukraina              | 0    | 1      | 0     | 1      |
| 15                   | Spanien              | 0    | 0      | 3     | 3      |
| 16                   | Danmark              | 0    | 0      | 1     | 1      |
| 16                   | Slovakien            | 0    | 0      | 1     | 1      |
| 16                   | Moldavien            | 0    | 0      | 1     | 1      |
| 16                   | Kuba                 | 0    | 0      | 1     | 1      |
| Totalt (19 nationer) | Totalt (19 nationer) | 16   | 16     | 17    | 49     |